# Kevin Bacon
Kevin Bacon (Philadelphia, 1958. július 8. –) Golden Globe-díjas amerikai színész.

## Gyermekkora és családja
Kevin Bacon a pennsylvaniai Philadelphiában született 1958. július 8-án. Ő a legfiatalabb az 5 testvére mellett. Anyja, Ruth Hilda (született Holmes; 1916–1991), általános iskolában tanított és liberális aktivista volt, míg az apja, Edmund Bacon, építész volt.
Bacon 17 évesen (1975) elment otthonról, hogy elindítsa színházi karrierjét New Yorkban, a Circle in the Square Theatre-ben lépve fel.

## Pályafutása
Elhatározása, hogy színész legyen, nehezen jött össze. Első filmszerepe az 1978-as Party zóna című filmvígjáték volt, azonban nem vezetett azonnali hírnévhez. A Search For Tomorrow (1979) és a Vezérlő fény (1980–1981) című televíziós sorozatok néhány részében is szerepelt.
1982-ben nyert Obie díjat nyert a Forty-Deuce című darabért, ami utcai csalókról szólt, és hamarosan debütált a Broadway-en Slab Boys színdarabban, az akkor még ismeretlen Sean Penn-nel és Val Kilmerrel. Ugyanebben az évben Barry Levinson Az étkezde című filmjében szerepelt olyan színészekkel, mint Steve Guttenberg, Daniel Stern, Mickey Rourke, Tim Daly és Ellen Barkin. A filmet Oscar-díjra jelölték a legjobb eredeti forgatókönyv kategóriában. Messze a legcéltalanabb a csoportból a goromba, szarkasztikus Fenwick (Kevin Bacon).
A filmben nyújtott alakítása hozzásegítette az 1984-es Gumiláb főszerepéhez, amely jegypénztárakat robbantott. A Herbert Ross által vezényelt zenés-táncos film bemutatja Ren McCormack, a dörzsölt chicagói tizenéves történetét, aki anyjával egy iowai kisvárosba költözik, ahol a gimnáziumban megtetszik neki egy tiszteletes lázadó lánya. A tiszteletes és a város vezetői betiltottak mindenfajta zenét, táncot. A nagyvárosi fiú mégis úgy dönt megmutatja mi az az igazi rockzene. Bacon kétségkívül ezzel a filmmel robbant be a filmvilágba.
Bacon Az étkezde és a Gumiláb után választott szerepei saját megítélése szerint is visszavetették karrierjét az 1980-as évek végén, és az 1990-es évek elején. 1988-ban John Hughes rendező felkérte Bacont, hogy szerepeljen a Drágám, terhes vagyok! című vígjátékban Elizabeth McGovernnel.
1990-ben Baconnek volt két sikeresebb szerepe, majd szerepet kapott a Ahová lépek, szörny terem című horror-vígjátékban, Joel Schumacher Egyenesen át című, kissé horrorisztikus filmjében pedig egy orvostanhallgatót alakít, melyben néhány társával a halálközeli élményeket kutatják. 1991-ben Bacon társfőszereplő a Mondom vagy mondod című romantikus vígjátékban Elizabeth Perkins oldalán.
Oliver Stone JFK – A nyitott dosszié (1991) című dokumentum-drámájában alakított szerepéért óriási tetszésnyilvánítást kapott a kritikusoktól. A filmben egy homoszexuális prostituáltat alakít. A szerep sikere felbátorította további karakterszerepek eljátszására, így elvállalta Jack Ross, egy hadseregben perlő ügyvéd szerepét az Egy becsületbeli ügy című filmben, a főszerepben játszó Tom Cruise és Jack Nicholson mellett. Ez a két film segítette, hogy szerepet kapjon a Veszélyes vizeken című akciófilmben. A filmben Meryl Streeppel játszott. Bacon alakítása annyira lenyűgöző volt, hogy Golden Globe-díjra jelölték a legjobb férfi mellékszereplő kategóriában.
1996-ban elnyerte a Broadcast Filmkritikusok Szövetsége-díját, Az őrület fészke (1995) című filmért. A film igaz történet alapján készült, mely Henri Young, egy jelentéktelen tolvaj drámáját meséli el, akit az Alcatrazba zártak, és egy sikertelen szökési kísérlet miatt három év magánzárkába kerül. Szabadulása után kivetkőzik magából, és megkeresi azt, aki ide juttatta.
Bacon sikerszériája az Apollo 13-mal folytatódott, mely hatalmas kasszasiker volt. A film egy balul sikerült holdutazás igaz történetét meséli el, melyben Bacon Jack Swigert űrhajóst alakítja. 1996-ban egy brutális és szadista javítóintézet felügyelőjeként volt látható a Pokoli lecke című bűnügyi filmdrámában. Miután Az őrület fészke és a Sleepers című filmekben is negatív szerepet játszott, a következő évben a Mint-a-kép című romantikus vígjátékban szerepelt.
Az 1998-as Vad vágyak című krimi-thrillerben nem csak szerepelt, hanem vezető producerként is részt vett annak elkészítésében. 2000-ben Paul Verhoeven Árnyék nélkül című sci-fi horrorfilmjében tűnt fel. Bacont megint lelkesen fogadták a sötét alakot játszó főszerepben, csakúgy mint a 2004-es The Woodsman-ben. A lélek útja a premierje az HBO-n 2009. február 21-én volt. Alakításáért megkapta eddigi karrierje legrangosabb díját: Golden Globe-díjat, mint legjobb férfi főszereplő (minisorozat vagy tévéfilm)-ben.
2011-ben mutatták be Fehér elefánt és az X-Men: Az elsők című filmjeit.

### Zenei karrierje
Testvérével Michael Baconnal 1995-ben megalapította a The Bacon Brotherst, 6 albumot jelentettek meg.

## Magánélete
1988 óta él házasságban Kyra Sedgwick színésznővel. Két gyermekük született. Fiuk, Travis Bacon (1989), és lányuk Sosie Bacon (1992).

## Filmográfia

### Film
| Év   | Magyar cím                        | Eredeti cím                         | Szerep                             | Magyar hang          | Rendező                 |
| ---- | --------------------------------- | ----------------------------------- | ---------------------------------- | -------------------- | ----------------------- |
| 1978 | Party zóna                        | National Lampoon's Animal House     | Chip Diller                        | Németh Gábor         | John Landis             |
| 1979 | Egy elvált férfi ballépései       | Starting Over                       | férj (törölt jelenet)              |                      | Alan J. Pakula          |
| 1980 |                                   | Hero at Large                       | tinédzser                          |                      | Martin Davidson         |
| 1980 | Péntek 13.                        | Friday the 13th                     | Jack Burrell                       | Seder Gábor          | Sean S. Cunningham      |
| 1981 | Csak ha nevetek                   | Only When I Laugh                   | Don                                |                      | Glenn Jordan            |
| 1982 | Az étkezde                        | Diner                               | ifjabb Timothy Fenwick             | Breyer Zoltán        | Barry Levinson          |
| 1982 | Negyven-egyenlő                   | Forty Deuce                         | Ricky                              |                      | Paul Morrissey          |
| 1983 |                                   | Enormous Changes at the Last Minute | Dennis                             |                      | Mirra Bank              |
| 1983 | Ellen Hovde                       | Enormous Changes at the Last Minute | Dennis                             |                      |                         |
| 1983 | Muffie Meyer                      | Enormous Changes at the Last Minute | Dennis                             |                      |                         |
| 1984 | Gumiláb                           | Footloose                           | Ren McCormack                      | Görög László         | Herbert Ross            |
| 1985 |                                   | The Little Sisters                  | felügyelőtiszt                     |                      | Jan Egleson             |
| 1986 | Ezüstkerék                        | Quicksilver                         | Jack Casey                         |                      | Thomas Michael Donnelly |
| 1987 | Vad vizek                         | White Water Summer                  | Vic                                | Dózsa Zoltán         | Jeff Bleckner           |
| 1987 | Holtvágányon                      | End of the Line                     | Everett                            | Galambos Attila      | Jay Russell             |
| 1987 | Repülők, vonatok, automobilok     | Planes, Trains & Automobiles        | taxi versenyző                     | nem szólal meg       | John Hughes             |
| 1988 | Drágám, terhes vagyok!            | She's Having a Baby                 | Jefferson Edward Briggs            | Kautzky Armand       | John Hughes (2)         |
| 1988 | Drágám, terhes vagyok!            | She's Having a Baby                 | Jefferson Edward Briggs            | Rajkai Zoltán        | John Hughes (2)         |
| 1988 | Gyilkos törvény                   | Criminal Law                        | Martin Thiel                       | Rékasi Károly        | Martin Campbell         |
| 1988 | Gyilkos törvény                   | Criminal Law                        | Martin Thiel                       | Markovics Tamás      | Martin Campbell         |
| 1989 | A nagy film                       | The Big Picture                     | Nick Chapman                       |                      | Christopher Guest       |
| 1990 | Ahová lépek, szörny terem         | Tremors                             | Valentine "Val" McKee              | Rátóti Zoltán        | Ron Underwood           |
| 1990 | Ahová lépek, szörny terem         | Tremors                             | Valentine "Val" McKee              | Szabó Máté           | Ron Underwood           |
| 1990 | Egyenesen át                      | Flatliners                          | David Labraccio                    | Rékasi Károly        | Joel Schumacher         |
| 1991 | Együtt a csapat                   | Queens Logic                        | Dennis                             |                      | Steve Rash              |
| 1991 | Mondom vagy mondod                | He Said, She Said                   | Dan Hanson                         | Görög László         | Ken Kwapis              |
| 1991 | Mondom vagy mondod                | He Said, She Said                   | Dan Hanson                         | Görög László         | Marisa Silver           |
| 1991 | Perzselő szenvedélyek             | Pyrates                             | Ari                                |                      | Noah Stern              |
| 1991 | JFK – A nyitott dosszié           | JFK                                 | Willie O'Keefe                     | Kaszás Gergő         | Oliver Stone            |
| 1992 | Egy becsületbeli ügy              | A Few Good Men                      | Jack Ross százados                 | Szabó Sipos Barnabás | Rob Reiner              |
| 1994 | Afrika csúcsai                    | The Air Up There                    | Jimmy Dolan                        | Görög László         | Paul Michael Glaser     |
| 1994 | Veszélyes vizeken                 | The River Wild                      | Wade                               | Schnell Ádám         | Curtis Hanson           |
| 1994 | Veszélyes vizeken                 | The River Wild                      | Wade                               | Stohl András         | Curtis Hanson           |
| 1995 | Az őrület fészke                  | Murder in the First                 | Henri Young                        | Dányi Krisztián      | Marc Rocco              |
| 1995 | Apolló 13                         | Apollo 13                           | Jack Swigert                       | Haás Vander Péter    | Ron Howard              |
| 1995 | Apolló 13                         | Apollo 13                           | Jack Swigert                       | Szabó Sipos Barnabás | Ron Howard              |
| 1995 | Balto                             | Balto                               | Balto (hangja)                     | Vass Gábor           | Simon Wells             |
| 1996 | Pokoli lecke                      | Sleepers                            | Sean Nokes                         | Végh Péter           | Barry Levinson (2)      |
| 1997 | Mint-a-kép                        | Picture Perfect                     | Sam Mayfair                        | Haás Vander Péter    | Glenn Gordon Caron      |
| 1997 |                                   | Destination Anywhere                | Mike                               |                      | Mark Pellington         |
| 1997 | Egy alagút Kínába                 | Digging to China                    | Ricky Schroth                      |                      | Timothy Hutton          |
| 1997 | Hazudozni Amerikában              | Telling Lies in America             | Billy Magic                        | Incze József         | Guy Ferland             |
| 1998 | Vad vágyak                        | Wild Things                         | Ray Duquette őrmester              | Széles Tamás         | John McNaughton         |
| 1999 | Hetedik érzék                     | Stir of Echoes                      | Tom Witzky                         | Selmeczi Roland      | David Koepp             |
| 2000 | Kutyám, Skip                      | My Dog Skip                         | Jack Morris                        | Rékasi Károly        | Jay Russell (2)         |
| 2000 |                                   | We Married Margo                    | önmaga                             |                      | J. David Shapiro        |
| 2000 | Árnyék nélkül                     | Hollow Man                          | Sebastian Caine                    | Rékasi Károly        | Paul Verhoeven          |
| 2000 | Árnyék nélkül                     | Hollow Man                          | Sebastian Caine                    | Széles Tamás         | Paul Verhoeven          |
| 2001 | Novocaine                         | Novocaine                           | Lance Phelps                       | Juhász György        | David Atkins            |
| 2002 | Csapdában                         | Trapped                             | Joe Hickey                         | Fekete Ernő          | Luis Mandoki            |
| 2003 | Titokzatos folyó                  | Mystic River                        | Sean Devine                        | Rékasi Károly        | Clint Eastwood          |
| 2003 | Nyílt seb                         | In the Cut                          | John Graham (cameo)                | Takátsy Péter        | Jane Campion            |
| 2004 |                                   | The Woodsman                        | Walter                             |                      | Nicole Kassell          |
| 2004 | Ösztönember                       | Cavedweller                         | Randall Pritchard                  |                      | Lisa Cholodenko         |
| 2005 | Kincsem                           | Loverboy                            | Marty Stoll                        | Rába Roland          | Kevin Bacon             |
| 2005 | Szép még lehetsz                  | Beauty Shop                         | Jorge Christophe / George Christie | Megyeri János        | Bille Woodruff          |
| 2005 | Az igazság fogságában             | Where the Truth Lies                | Lanny Morris                       | Rékasi Károly        | Atom Egoyan             |
| 2007 | Lélegzet                          | The Air I Breathe                   | Szerelem                           | Kaszás Gergő         | Jieho Lee               |
| 2007 | Halálos ítélet                    | Death Sentence                      | Nick Hume                          | Epres Attila         | James Wan               |
| 2007 | Sorsvonat                         | Rails & Ties                        | Tom Stark                          | Fekete Ernő          | Alison Eastwood         |
| 2008 | Frost/Nixon                       | Frost/Nixon                         | Jack Brennan                       | Epres Attila         | Ron Howard (2)          |
| 2009 | Egyetlenem                        | My One and Only                     | Dan Devereaux                      | Tarján Péter         | Richard Loncraine       |
| 2010 | Super                             | SUPER                               | Jacques                            | Rékasi Károly        | James Gunn              |
| 2011 | Fehér elefánt                     | Elephant White                      | Jimmy, a brit                      | Dányi Krisztián      | Pratja Pinkeo           |
| 2011 | X-Men: Az elsők                   | X-Men: First Class                  | Sebastian Shaw                     | Epres Attila         | Matthew Vaughn          |
| 2011 | Őrült, dilis, szerelem            | Crazy, Stupid, Love.                | David Lindhagen                    | Csankó Zoltán        | Glenn Ficarra           |
| 2011 | Őrült, dilis, szerelem            | Crazy, Stupid, Love.                | David Lindhagen                    | Csankó Zoltán        | John Requa              |
| 2012 | Jayne Mansfield kocsija           | Jayne Mansfield's Car               | Carroll Caldwell                   | Epres Attila         | Billy Bob Thornton      |
| 2013 | R.I.P.D. – Szellemzsaruk          | R.I.P.D.                            | Bobby Hayes                        | Rékasi Károly        | Robert Schwentke        |
| 2013 |                                   | Skum Rocks!                         | önmaga                             |                      | Clay Westervelt         |
| 2015 | Rendőrautó                        | Cop Car                             | Kretzer seriff                     | Kőszegi Ákos         | Jon Watts               |
| 2015 | Fekete mise                       | Black Mass                          | Charles McGuire                    | Epres Attila         | Scott Cooper            |
| 2016 | Sötétség                          | The Darkness                        | Peter Taylor                       | Széles Tamás         | Greg McLean             |
| 2016 | A hazafiak napja                  | Patriots Day                        | Richard DesLauriers                | Epres Attila         | Peter Berg              |
| 2020 |                                   | You Should Have Left                | Theo Conroy                        |                      | David Koepp (2)         |
| 2022 | Space Oddity                      | Space Oddity                        | Jeff McAllister                    | Rancsó Dezső         | Kyra Sedgwick           |
| 2022 | They/Them – Az átnevelő tábor     | They/Them                           | Owen Whistler                      | Rékasi Károly        | John Logan              |
| 2022 |                                   | One Way                             | Fred Sullivan Sr.                  |                      | Andrew Baird            |
| 2023 | Távol a világtól                  | Leave the World Behind              | Danny                              | Fekete Ernő          | Sam Esmail              |
| 2023 | A Toxikus Bosszúálló              | The Toxic Avenger                   | Angelo                             |                      | Macon Blair             |
| 2024 | Beverly Hills-i zsaru: Axel Foley | Beverly Hills Cop: Axel F           | Cade Grant                         | Epres Attila         | Mark Molloy             |
| 2024 | MaXXXine                          | MaXXXine                            | John Labat                         | Rékasi Károly        | Ti West                 |
| 2025 |                                   | The Best You Can                    | Stan Olszewski                     |                      | Michael J. Weithorn     |

Rövidfilmek
- A Little Vicious (1991) – Narrátor (hangja)
- New York Skyride (1994) – Narrátor (hangja)
- Imagine New York (2003) – Önmaga
- Natural Disasters: Forces of Nature (2004) – Narrátor (hangja)
- Saving Angelo (2007) – Brent
- These Vagabond Shoes (2009) – Tom

### Televízió

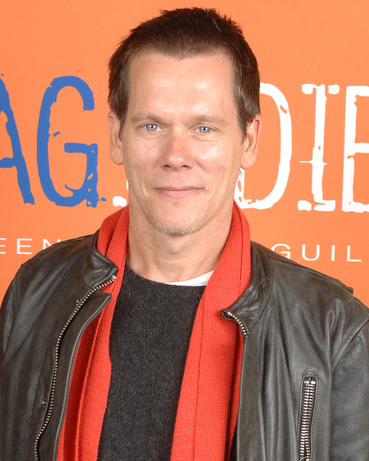
2007-ben

Tévéfilmek
| Év   | Magyar cím            | Eredeti cím           | Szerep                   | Magyar hang    |
| ---- | --------------------- | --------------------- | ------------------------ | -------------- |
| 1979 |                       | The Gift              | Teddy                    |                |
| 1983 |                       | The Demon Murder Case | Kenny Miller             |                |
| 1984 |                       | Mister Roberts        | Frank Pulver             |                |
| 1988 |                       | Lemon Sky             | Alan                     |                |
| 1996 |                       | Losing Chase          | filmrendező              |                |
| 2009 | A lélek útja          | Taking Chance         | Michael Strobl alezredes | Kautzky Armand |
| 2009 |                       | The Magic 7           | önmaga                   |                |
| 2017 | A gyógyszer útja      | Tour de Pharmacy      | Ditmer Klerken           |                |
| 2017 | Menekülés a múlt elől | Story of a Girl       | Michael                  | Epres Attila   |
| 2018 |                       | Tremors               | Valentine McKee          |                |

Sorozatok
| Év        | Magyar cím                           | Eredeti cím                                 | Szerep                           | Megjegyzések                                           |
| --------- | ------------------------------------ | ------------------------------------------- | -------------------------------- | ------------------------------------------------------ |
| 1980–1981 | Vezérlő fény                         | Guiding Light                               | T. J. 'Tim' Werner               | 7 epizód                                               |
| 1986      |                                      | American Playhouse: The Little Sister       | felügyelőtiszt                   | 1 epizód                                               |
| 1991      | Saturday Night Live                  | Saturday Night Live                         | önmaga (házigazda)               | 1 epizód                                               |
| 1994      | Frasier – A dumagép                  | Frasier                                     | Vic (hangja)                     | 1 epizód                                               |
| 2000      |                                      | God, the Devil and Bob                      | önmaga (hangja)                  | 1 epizód                                               |
| 2002–2006 | Will és Grace                        | Will & Grace                                | önmaga                           | 2 epizód                                               |
| 2006–2009 | A főnök                              | The Closer                                  | nem szerepel                     | rendező (4 epizód)                                     |
| 2010      | Író és kamuhős                       | Bored to Death                              | önmaga                           | 1 epizód                                               |
| 2011      | Robotcsirke                          | Robot Chicken                               | Pringle / Ren McCormack (hangja) | 1 epizód                                               |
| 2013–2015 | Gyilkos hajsza                       | The Following                               | Ryan Hardy                       | - 45 epizód - producer - magyar hangja: - Kőszegi Ákos |
| 2016      |                                      | Comedy Bang! Bang!                          | önmaga                           | 1 epizód                                               |
| 2016–2017 |                                      | I Love Dick                                 | Dick                             | - 8 epizód - vezető társproducer                       |
| 2019      |                                      | SMILF                                       | önmaga                           | 1 epizód                                               |
| 2019      |                                      | Live in Front of a Studio Audience          | Pinky Peterson                   | 2 epizód                                               |
| 2019–2022 | Város a hegyen                       | City on a Hill                              | Jackie Rohr                      | - főszereplő - vezető producer - rendező (1 epizód)    |
| 2021      |                                      | Ben & Jerry's: Battle of the Cone           | önmaga (különleges vendég)       | 1 epizód                                               |
| 2022      | A galaxis őrzői – Ünnepi különkiadás | The Guardians of the Galaxy Holiday Special | önmaga                           | - különkiadás - magyar hangja: - Rékasi Károly         |
| 2023      | RuPaul – Drag Queen leszek!          | RuPaul's Drag Race                          | önmaga (különleges vendég)       | 1 epizód                                               |
| 2025      | Amerikai fater                       | American Dad!                               | önmaga (hangja)                  | 1 epizód                                               |
| 2025      | Az óvadékügynök                      | The Bondsman                                | Hub Halloran                     | - főszereplő - magyar hangja: - Epres Attila           |
| 2025      | Szirének                             | Sirens                                      | Peter Kell                       | - főszereplő - minisorozat                             |

## Fontosabb díjak és jelölések

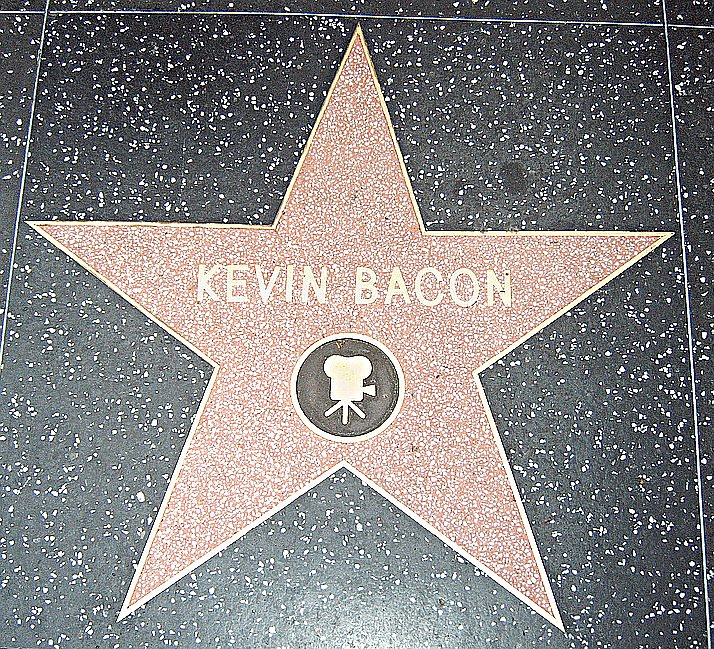
Csillaga a Hollywood Walk of Fame-n

- (2010) – Broadcast Filmkritikusok Egyesülete – Joel Siegel-díj
- (2005) – Phoenix Filmfesztivál – Gála-díj
- (2004) – Denver Nemzetközi Filmfesztivál – John Cassavetes-díj
- (2003) – Hollywood Walk of Fame

## Fordítás
- Ez a szócikk részben vagy egészben  a   Kevin Bacon című angol Wikipédia-szócikk fordításán alapul.  Az eredeti cikk szerkesztőit annak laptörténete sorolja fel. Ez a jelzés csupán a megfogalmazás eredetét és a szerzői jogokat jelzi, nem szolgál a cikkben szereplő információk forrásmegjelöléseként.